# Tomicodon chilensis
Tomicodon chilensis is een  straalvinnige vissensoort uit de familie van schildvissen (Gobiesocidae). De wetenschappelijke naam van de soort is voor het eerst geldig gepubliceerd in 1846 door L. Brisout de Barneville.
De soort staat op de Rode Lijst van de IUCN als niet bedreigd, beoordelingsjaar 2007.